# Craig Sager
Pour les articles homonymes, voir Sager.
Craig Graham Sager Sr., né le 29 juin 1951 à Batavia et mort le 15 décembre 2016 à Atlanta, est un journaliste sportif américain, couvrant différents sports à partir de 1981 pour Cable News Network (CNN), Turner Network Television (TNT) et TBS.

## Biographie
Sager est néanmoins surtout connu pour son travail de journaliste sur la National Basketball Association (NBA).
Il a reçu le Curt Gowdy Media Award en 2017.